# ま〜ぶる!
『ま〜ぶる!』は、KBS京都・KBS滋賀で2019年4月1日から始まったワイド番組のレーベル枠。

## 概要
当該時間帯に放送されてきた『森谷威夫のお世話になります!!』までは帯番組として放送されてきたが、当該番組からはそれが変わり、これまで日中帯（14:00 - 17:00）に放送されてきた番組をそのまま、あるいはリニューアルを施したうえでスライドさせて、共通レーベルを持たせる形となった。
ここでは各番組の成り立ちなどについても触れる。

## 放送時間
月曜-木曜　10:00-14:00

## 月曜日：ファミリーレストランと海平和のめちゃうまっ!
2012年10月1日に月曜14時枠でスタート。当初は京都から放送されていたが、2014年3月31日より彦根に移動し、滋賀スタジオから5年放送されていた。今回の編成移動で番組自体は京都から放送されることとなった。
2022年春の改編で海平和（KBS京都アナウンサー）が加入した事により現在のタイトルに改題したが、2024年春の改編に伴い同年3月25日の放送をもって終了となった。
- パーソナリティ：ファミリーレストラン、海平和(KBS京都アナウンサー)　ラジオカーリポート　吉野 初香

## 火曜日：桂二葉と梶原誠のご陽気に
2021年春の改編で終了した竹内弘一のズキューン!に代わってスタート。
- パーソナリティ：桂二葉（落語家）、梶原誠（KBS京都アナウンサー）ラジオカーリポート　吉野 初香

## 水曜日：チキチキ・遠藤 Nami乗りジョニー
単発特番『ブスは生でもバレません』（ブス生）をレギュラー化、大幅拡大する形で2014年4月2日に水曜14時枠でスタート。
2019年5月2日からは、当番組から派生したテレビ番組『Nami乗りジョニーの京街Diary』が毎週木曜日の23:00 - 23:30に放送されていたが、2022年3月31日に一旦終了。半年間の充電期を経て同年10月から放送再開予定。
- パーソナリティ：チキチキジョニー、遠藤奈美　ラジオカーリポート　村瀬莉子

遠藤が2020年12月から2022年4月まで産前産後休暇に入っていたため、その期間ラジオを岩井万実、『京街Diary』を竹村美緒が担当していた。2022年8月17日放送分は体調不良で休演したため、岩井が3ヶ月半振りに再登板していた。
- 過去の出演

井川茉代（ラジオカーレポート、2019年3月26日まで）
佐藤由菜（ラジオカーレポート、元KBS京都アナウンサー）

## 木曜日:天才ピアニストと澤武のせやけどアレやね
2021年春の改編で『男と女木村のシャバダバ元気』が終了したまー木の新しい番組。天才ピアニストと澤武博之（KBS京都アナウンサー）が木曜日のひとときを楽しく届ける番組。
- パーソナリティ：天才ピアニスト(竹内・ますみ)、澤武博之(KBS京都アナウンサー)
- ラジオカーリポーター：西村愛

## ラジオカーレポート
- 吉野初香（月・火）
- 村瀬莉子（水)
- 西村愛（木)